# Route européenne 001
Ne doit pas être confondu avec la route européenne 1, située en Irlande, au Royaume-Uni, en Espagne et au Portugal.
 (mars 2023).
Si vous disposez d'ouvrages ou d'articles de référence ou si vous connaissez des sites web de qualité traitant du thème abordé ici, merci de compléter l'article en donnant les références utiles à sa vérifiabilité et en les liant à la section « Notes et références ».
La route européenne 001 est une route reliant Tbilissi, en Géorgie, à Vanadzor en Arménie.